# Награда Сатурн за најбоље ДВД издање
Награда Сатурн за најбоље ДВД издање, позната и као Награда Сатурн за најбоље ДВД или блу-реј издање се додељивала од 2001. до 2018. године. Последњи филм који ју је добио је Краљ Коен, након чега је укинута.
Следи списак награђених филмова по годинама:
| Година | Филм                                               | Реф.   |
| ------ | -------------------------------------------------- | ------ |
| 2001.  | Фатална Џинџер                                     | [ 1 ]  |
| 2002.  | Псећи војници                                      | [ 1 ]  |
| 2003.  | Бионикл: Маска светла                              | [ 1 ]  |
| 2004.  | Свемирски војници 2: Хероји федерације             | [ 2 ]  |
| 2005.  | Реј Харихаусен: Колекција раних година             | [ 3 ]  |
| 2006.  | Научнофантастични дечаци                           | [ 4 ]  |
| 2007.  | Кабинет доктора Калигарија                         | [ 5 ]  |
| 2008.  | Џек Брукс: Убица чудовишта                         | [ 6 ]  |
| 2009.  | Председничка игра                                  | [ 7 ]  |
| 2010.  | Никада више не спавај, јер Улицом брестова хода он | [ 8 ]  |
| 2011.  | Побуњени Атлас: Први део Саврпени домаћин          | [ 9 ]  |
| 2012.  | Тачбек                                             | [ 10 ] |
| 2013.  | Џиновски паук                                      | [ 11 ] |
| 2014.  | Чудни Томас                                        | [ 12 ] |
| 2015.  | Сахранити бившу                                    | [ 13 ] |
| 2016.  | Приче о Ноћи вештица                               | [ 14 ] |
| 2017.  | Дејв је направио лавиринт                          | [ 15 ] |
| 2018.  | Краљ Коен                                          | [ 16 ] |